# Palle Reenberg
Palle Reenberg, född 3 oktober 1902, död 12 september 1980, var en dansk skådespelare. Son till skådespelaren Holger Reenberg och halvbror till Jørgen Reenberg.
Palle Reenberg utexaminerades från Det Kongelige Teaters elevskole. Han tillhörde flera fasta ensembler, bland annat Casinoteatret i Köpenhamn och Aalborg Teater i Ålborg. Reenberg medverkade även i flera pjäser i teve, bland annat i en uppsättning av Mor Courage och hennes barn. 

## Filmografi (urval)
- 1933 – Hemslavinnor (Nielsen, chaufför)
- 1934 – København, Kalundborg og - ?
- 1936 – Snushanerne
- 1950 – Lyn-fotografen
- 1955 – Flugten til Danmark